# Jihlava-Brtnické předměstí
Jihlava-Brtnické předměstí (německy Pirnitzer Vorstadt) je název někdejšího jihlavského předměstí a zrušeného katastrálního území, o rozloze 285 hektarů, rozkládajícího se na moravské straně historické zemské hranice Čech a Moravy, jižně a východně od jihlavského historického jádra. Téměř celé v současnosti náleží ke katastrálnímu území Jihlava, ale zasahuje i do katastrálního území Pančava. Název byl odvozen od Brtnické brány, jedné z bran v jihlavském městském opevnění. Zástavba předměstí nezanikla, pouze se již nejedná o samostatný územní celek. Podle sčítání lidu, uskutečněného k 1. prosince 1930, zde žilo 4061 obyvatel, obývajících 301 domů, počítaje v to i samoty Na Dole a Pančavu (neplést s přilehlým stejnojmenným katastrem!).